# Fusca Baja
Baja ou Fusca Baja é um tipo de modificação feita sobre o chassis do Fusca, basicamente mantendo a carroceria original, porém trocando os pára-lamas e outras partes por versões mais leves e menores, em fibra de vidro.

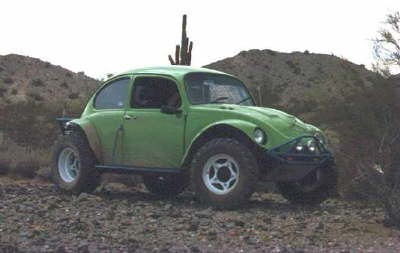
Baja

O termo Baja geralmente designa um Volkswagen Fusca modificado para rodar em dunas de areia, praias ou circuitos off-road, podendo se aplicar a outros modelos da linha "à ar" Volkswagen.
Os Baja se originaram no sul da Califórnia, EUA, no início dos anos 70, como uma resposta mais barata aos bem-sucedidos Buggys de meados dos anos 60, especificamente o Meyers Manx (quase todos igualmente baseados na mecânica VW). O nome vem provavelmente da corrida Baja 1000, criada nos anos 60.

## Motivo da escolha
O Fusca sempre teve um forte apelo popular (sobretudo nas áreas menos desenvolvidas do mundo) por causa de sua mecânica traseira barata e confiável, sua base plana e sólida, e sua suspensão resistente por barras de torção. Estes mesmos atributos fizeram do Fusca a escolha perfeita para ser a base de um veículo off road, como evidenciado pelo contínuo sucesso do carro na corrida off-road Baja 1000.

## Conversão

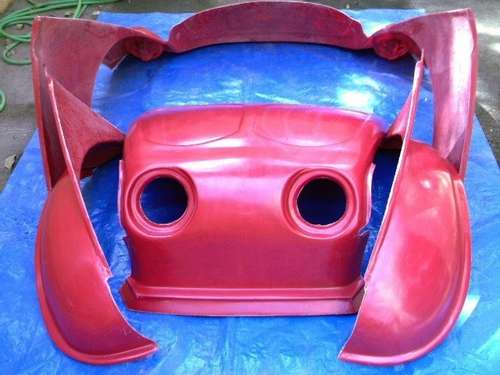
Kit de montagem do Baja Califórnia, um dos mais populares no Brasil

Vários kits para transformação do Fusca em Baja estão disponíveis no mercado:
As modificações básicas são simples, entretanto. Um novo porta-malas mais leve e mais curto, feito de fibra de vidro, é montado na dianteira, juntamente com um conjunto de para-lamas também de fibra, geralmente tanto na dianteira como na traseira. A tampa traseira e sua base são geralmente completamente removidas, deixando o motor completamente exposto (para auxiliar na refrigeração e no acesso ao motor. Pára-choques tubulares são montados na dianteira e na traseira, para segurança tanto dos passageiros quanto do motor agora exposto. O estribo lateral característico do fusca é removido, e geralmente uma versão tubular é colocada em seu lugar. A barra de torção ajustável da suspensão do fusca permite que a altura do chão seja aumentada, tanto para acomodar os pneus maiores (que auxiliam na absorção de impactos mais violentos em buracos e afins) quanto para permitir uma maior área livre entre o chão e o carro (o que ajuda bastante em pistas off-road). Travas na suspensão do Fusca podem ser removidas para permitir um trajeto maior da mesma. Amortecedores maiores geralmente completam a transformação, ajudando na absorção de impactos e dando maior segurança.
Devido à sua característica "caseira", existem muitos tipos de Baja, porém a maior parte cai em três categorias: corridas, carro de exibição e carros de uso misto.
O Baja de corrida geralmente tem adesivos de patrocinadores e números bem visíveis na frente, portas e teto. São mais comuns nas Américas Central e do Norte (onde são conhecidos como "Classe 5" pelos entusiastas), em provas de lama ou dunas. Raramente são registrados junto à autoridades de trânsito, pois muitas vezes não sobrou muita coisa do carro original após tantas modificações. Muitos tem chassis tubulares (semelhantes às Gaiolas), motores mais potentes e suspensões modificadas (mais largas, para evitar capotagens).
Os carros de exposição são mais comuns nos EUA (conhecidos como Trailer Queens), seguindo a moda do tunning comum na região - portanto, quase trabalhos artísticos baseados no conceito do Baja. São completamente funcionais, geralmente registrados e legalizados, mas raramente deixam o conforto de uma garagem ou de um salão de exposição, onde muitas vezes as partes expostas do motor são usadas para o marketing de peças. Completamente funcionais, estes carros são às vezes veículos de corrida ou de uso geral, mas a pintura, pneus, decalques e partes cromadas sugerem que o carro raramente é usado e possivelmente é transportado entre os locais de exibição.
Os Bajas de uso misto são a forma mais comum do carro. São sempre legalizados, e diariamente utilizados por seus donos. Muitas vezes podem competir ou fazerem parte de exibições, mas são tão utilizados nas estradas como fora delas. Muitos são modificações simples e de baixo custo, mas muitos outros exemplares excelentes de uso diário também existem. Geralmente estes carros são capazes de ir na maior parte dos lugares que os 4x4 vão, devido ao seu baixo peso, motor confiável e bons ângulos de ataque e de saída, e são muito bons em areia, terra ou lama - entretanto não são muito bons na neve, devido ao tamanho dos pneus em relação ao peso do veículo.

## O carro hoje
Embora os Bajas tenham sido suplantados pelos bugres tubulares conhecidos como Gaiolas, construídos especificamente para percursos off-roads, o apelo da simplicidade da modificação aliado à característica multiúso do carro (geralmente as Gaiolas não são carros muito adequados à tarefas do dia-a-dia) mantém o Baja como uma escolha popular e uma alternativa barata àos veículos off-road (geralmente muito caros) em muitas partes do mundo.
Embora não necessariamente relacionado, existem também hoje os projetos BAJA acadêmicos, onde uma vez por ano cerca de 80 equipes de diversas universidades do Brasil se reúnem para a competição SAE BRASIL PETROBRAS em Piracicaba - SP. Participam da disputa carros off-road inteiramente projetados e construídos pelos estudantes de engenharia de diversas faculdades do país.

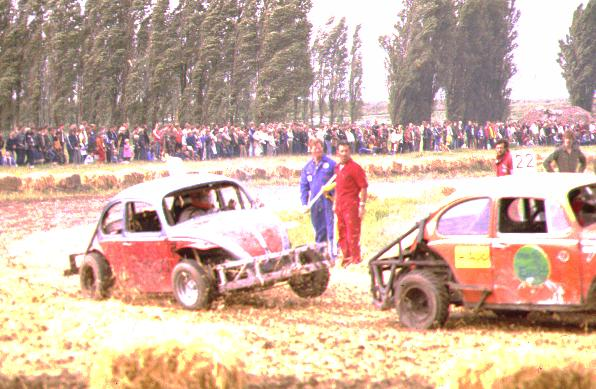
Baja de rallye alemão
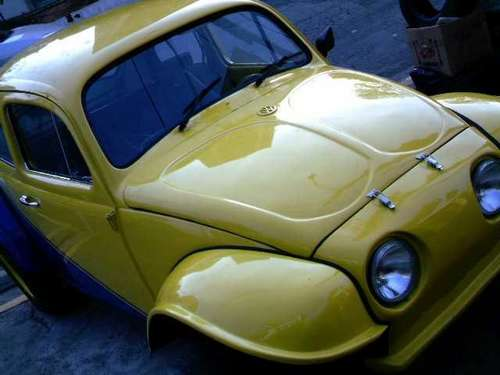
Baja Califórnia
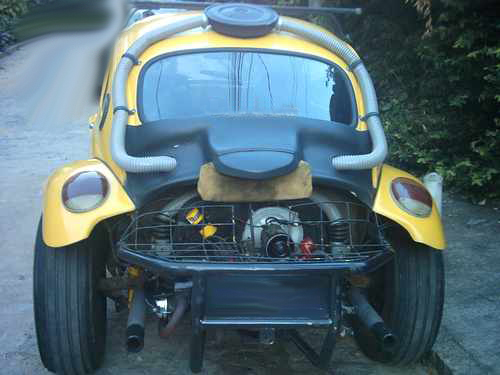
Baja Califórnia
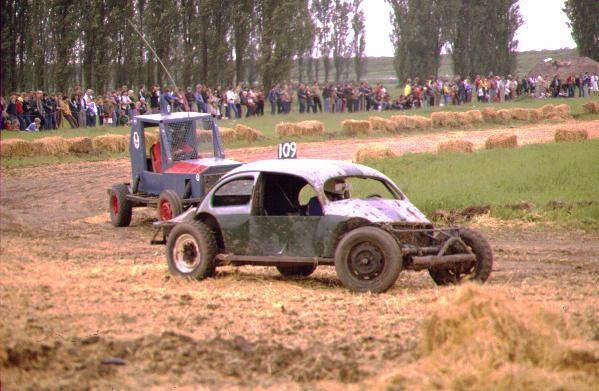
Baja de rallye alemão

## Links
- Site em inglês com a história do carro
- Site em Português com informações sobre o projeto BAJA